# Arbeitsgemeinschaft der Archive und Bibliotheken in der evangelischen Kirche
Die Arbeitsgemeinschaft der Archive und Bibliotheken in der evangelischen Kirche (AABevK) ist eine rechtlich nicht selbständige Einrichtung der Evangelischen Kirche in Deutschland (EKD). Die Gründungsversammlung verabschiedete am 22. November 1979 in Hannover eine Satzung. Der Arbeitsgemeinschaft gehören 68 Archive und 110 Bibliotheken in evangelischer Trägerschaft an. Den Vorsitz der Arbeitsgemeinschaft nimmt Mareike Rake, Landeskirchenamt der Evangelisch-Lutherischen Landeskirche Hannovers wahr.

## Aufgaben
Zu den Aufgaben der Arbeitsgemeinschaft gehört es, Grundsatzfragen zu klären, wissenschaftlich zu publizieren, Gutachten zu erstatten sowie einen Erfahrungsaustausch zu pflegen. Kirchliches Archivwesen und kirchliches Bibliothekswesen sind überregional in der Öffentlichkeit darzustellen, Verbindungen zu anderen wesensgleichen Einrichtungen und Verbänden sind aufrechtzuerhalten.

## Struktur
Die Arbeitsgemeinschaft ist ein Institutionenverband. Sie gliedert sich in den Verband kirchlicher Archive und in den Verband kirchlich-wissenschaftlicher Bibliotheken, in denen die fachliche Arbeit stattfindet. Die Mitgliedseinrichtungen sind in der Regel rechtlich unselbständig.
Die Vertreter der Träger der Archive und Bibliotheken bilden die Dezernenten- und Referentengruppe in der Arbeitsgemeinschaft. Sie beraten die Verbände in Rechtsfragen.
Der Vorstand leitet die Arbeitsgemeinschaft und stellt den Haushaltsplan auf. Er besteht aus der Vorsitzenden, dem Leiter des Verbandes kirchlicher Archive und zwei Stellvertretern, der Leiterin des Verbandes kirchlich-wissenschaftlichen Bibliotheken und zwei Stellvertreterinnen sowie dem Sprecher der juristischen Dezernenten und Referenten und zwei Vertretern.

## Geschichte
Im August 1936 fand die erste Tagung der „Arbeitsgemeinschaft landeskirchlicher Archivare“ (ALA) in Bonn statt. 1956 erfolgte eine Aufgliederung in die Sektionen der Archivare und Bibliothekare. 1961 bildete sich – zunächst noch als Personenverband innerhalb der EKD – die „Arbeitsgemeinschaft für das Archiv- und Bibliothekswesen in der evangelischen Kirche“.
Nach der Gründung des Bundes der Evangelischen Kirchen (BEK) in der DDR schlossen sich 1970 die ostdeutschen Mitglieder zur „Arbeitsgemeinschaft für kirchliches Archiv- und Bibliothekswesen“ zusammen.
Ende 1990 erfolgte in Bebra in einer außerordentlichen Mitgliederversammlung die Vereinigung beider Einrichtungen.

## Vorsitzende der Arbeitsgemeinschaft
| 1978/1980–2004 | Helmut Baier       |
| 2004           | Walter Schulz      |
| 2004–2007      | Hans Otte          |
| 2007–2016      | Michael Häusler    |
| 2016–2022      | Bettina Wischhöfer |
| seit 2022      | Mareike Rake       |